# Ночной океан
«Ночной океан» (англ. The Night Ocean) — рассказ Говарда Лавкрафта, написанный в соавторстве с Робертом Хейвордом Барлоу осенью 1936 года. Впервые опубликован в 1939 году в журнале «The Californian». Относительно степени участия Лавкрафта исследователи расходятся: по мнению Дика В. Мосига, он написал этот рассказ практически в одиночку, использовав только идею Барлоу, тогда как Т. С. Джоши считает, что первоначальный вариант был все же написан Барлоу, а Лавкрафт позднее основательно переработал его текст.

## Сюжет
Рассказчик, художник, чье имя не называется, проводит длительное время в поисках вдохновения в прибережном городке Эллстон-Бич (англ. Ellston Beach). Он поселился в маленьком домике на расстоянии пол мили от поселка и постоянно наблюдает за океаном, который представляется ему стихией сверхъестественной силы: 
Сквозь наследие миллионов лет, когда люди были ближе к матери-морю, и когда существа, от которых мы произошли, вяло шевелились в мелких пронизанных солнечными лучами водах, до нас дошла способность все еще видеть первичные вещи в те моменты, когда мы устали. Мы сами погружаемся в их умиротворяющее лоно, подобно тем ранним предкам млекопитающих, что еще не отважились выйти на покрытую илом сушу.
Рассказчик находит на берегу металличеcкую бусину (англ. Metal bead), с причудливыми рисунками существ, похожих на рыб, на фоне морских водорослей. Это напоминает сказку о царе подводного царства, где среди морских скал и рифов обитали его рыбоподобные существа (англ. Fish-things) и . Происходит серия смертей, исчезновение людей плавающих в океана, в том числе достаточно сильных и опытных, чтобы такие смерти были маловероятными. Во время сильного шторма рассказчик, видит четыре гуманоидные, нечеловеческие фигуры, явившиеся из глубин. После шторма, когда пустынный пляж очистили волны, он находит разлагающуюся человеческую руку и понимает, что морские существа или призраки, кто бы они ни были, действительно нападают и убивают людей, плавающих в океане. С нарастающей меланхолией рассказчик наблюдает за сменой времен года, пока в ночь сверхъестественного полнолуния он не видит, как снова появляются странные фигуры, и не уверен, обезьяны ли они, собаки или рыбы, но они точно не люди. Ему начинает казаться, что эти морские существа наблюдают за ним, а затем это видение сменяется апокалиптической картиной Конца света: 
Океан обрушит мощь своих волн на беззащитные берега и все живое в его водах замирает, боясь оказаться на пути страшных неведомых тварей, рассекающих толщу мрачных морских глубин. Океан, эта громадная водная пустыня, праматерь всего живого, захватит все ипостаси существующей на суше жизни в свои пучины. Разбрасывая белоснежную пену, они обрушиваются на сумрачные берега. Наступит время, когда некому будет любоваться этим непреходящим великолепием бескрайних просторов, бурлящих под желтым ликом холодной луны. И только осколки раковин да останки населявших некогда морские глубины живых организмов послужат недолгим напоминанием об ушедшей жизни. Затем навеки угаснет луна и над морем воцарится полный мрак, и на планете не останется ничего, кроме сумрачной водной пустыни, которая в течение отпущенных ей бесчисленных тысячелетий будет наполнять ревом и рокотом темноту вечной ночи.

## Техника
Этот короткий рассказ можно считать стихотворением в прозе, а не обычным рассказом. Повествование ведется в форме личных ощущений, чувств и фантазий творческой натуры художника, который вдохновлен мифологией и меланхолией. Вместо того, чтобы описывать события рассказчик передает свое тонкое восприятие окружающего мира, который он видит по другому. Он упоминает воспоминания о жизни за пределами реальности, связь реальности и сновидений, когда человек проваливается в черноту сна, и попадает в Мир теней. 
Лавкрафт не называет ни имена божеств, ни названия существ — для придания более неописуемого характера произведению.